# Tibetaanse annalen

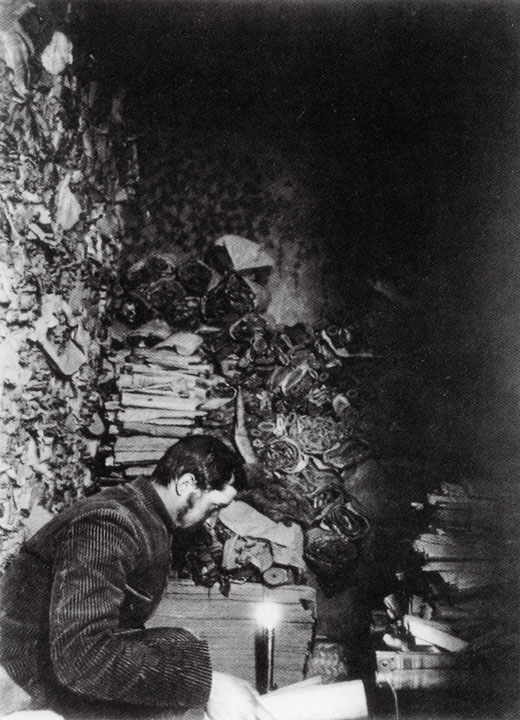
Paul Pelliot onderzoekt de manuscripten in de Mogao-grot 17

De  Oude Tibetaanse annalen  zijn het oudste gevonden document over de geschiedenis van Tibet. Het is de meest betrouwbare bron voor de geschiedenis van een groot deel van de periode van het Tibetaanse rijk. Dat is de periode van ongeveer 600-860.

## Achtergrond
Er zijn twee categorieën bronnen te benoemen voor de studie van het Tibetaanse rijk.
De eerste, geschreven door boeddhistische historici of die van de bönreligie, vangt aan vanaf het eind van de tiende eeuw, globaal anderhalve eeuw nadat het rijk was verdwenen. Die geschiedschrijving kijkt op de periode van het rijk vaak terug als een gouden eeuw, die dan ook wordt bewierookt. Het is in die geschiedschrijving dat personen als Padmasambhava en Songtsen Gampo mythische proporties aannemen. Het is vaak een vorm van geschiedschrijving, waar het beoogde religieuze en pedagogische doel prevaleert boven het streven naar historische juistheid.
De tweede categorie zijn de bronnen die geschreven zijn in ongeveer de periode waarover verhaald wordt. Dat kunnen Chinese bronnen zijn; bronnen in andere talen als Arabisch, Khotanees. Tot de vroegste Tibetaanse bronnen behoren inscripties in steles en aantekeningen op hout en daarna op papier. De grote waarde van de annalen is, dat het een sober en strikt zakelijk verslag geeft van gebeurtenissen gedurende de beschreven periode en de oorspronkelijke tekst geschreven moet zijn  in ongeveer de jaren waarover het handelt.

## De vondst van de annalen
Het grootste deel van de vroegste Tibetaanse documenten is een deel van de manuscripten van Dunhuang. Dunghuang lag op een kruispunt waar delen van de zijderoute weer bij elkaar kwamen. Het was dan ook een belangrijke handelsplaats en entrepot. De grote hoeveelheid Tibetaanse documenten heeft alles te maken met de Tibetaanse bezetting van dit deel van de zijderoute tussen ongeveer 780 en 850. Ook na deze periode bleef in Dunhuang en omgeving het Tibetaans nog ruim honderd jaar de lingua franca.
De manuscripten zijn in 1900 ontdekt door de monnik Wang Yuanlu die zich had opgeworpen als beheerder van de honderden Mogao-grotten en met zeer beperkte middelen enkele daarvan trachtte te restaureren. Hij trof ongeveer 50.000 manuscripten aan in een grot, die kort na 1002 moet zijn afgesloten.
In 1908 en 1909 wisten Aurel Stein en Paul Pelliot omvangrijke collecties manuscripten hiervan te bemachtigen. Op de terugreis naar Parijs liet Pelliot in 1909 in Peking enkele documenten aan Chinese geleerden zien. Die informeerden de Chinese regering. Deze gaf het bevel alle nog resterende documenten naar Peking te zenden. Dat bevel werd niet geheel uitgevoerd. Als gevolg daarvan werden er in de jaren daarna ook nog kleinere hoeveelheden documenten verkocht aan Russische en Japanse onderzoekers.

## De annalen
De in Dunhuang gevonden annalen bestaan uit twee delen. Het eerste deel beschrijft gebeurtenissen in de periode 640/641 - 747/748. Het kleinere tweede deel beschrijft de jaren 743/744 tot aan 747/748. Er is dus een vorm van overlap van enkele jaren. Daarna is er een hiaat van zeven jaar. Het volgende beschreven jaar is 755/756. Het eindigt met het jaar 762/764. Het laatste verslag  is het enige in de annalen dat een periode van twee jaar  beschrijft. Het Tibetaanse jaar liep in de periode van het rijk van medio april tot medio april.
Het is duidelijk dat in het tweede deel na het jaar 747/748 gesneden is. Bij het daarna weer aan elkaar plakken van de vellen moet door onachtzaamheid dat in een onjuiste volgorde gebeurd zijn, waardoor het hiaat van zeven jaar is ontstaan. Iedere onderzoeker gaat ervan uit, dat de oorspronkelijke versie die zeven jaren wel degelijk bevatte.
Een deel van het eerste deel van de annalen is nu aanwezig in de Bibliothèque nationale de France, het andere part  alsmede het tweede deel is aanwezig in de collectie van de  British Library. In 2009 werd in een bibliotheek in Sint-Petersburg een tot dan toe onbekend fragment van de annalen gevonden.

## De inhoud

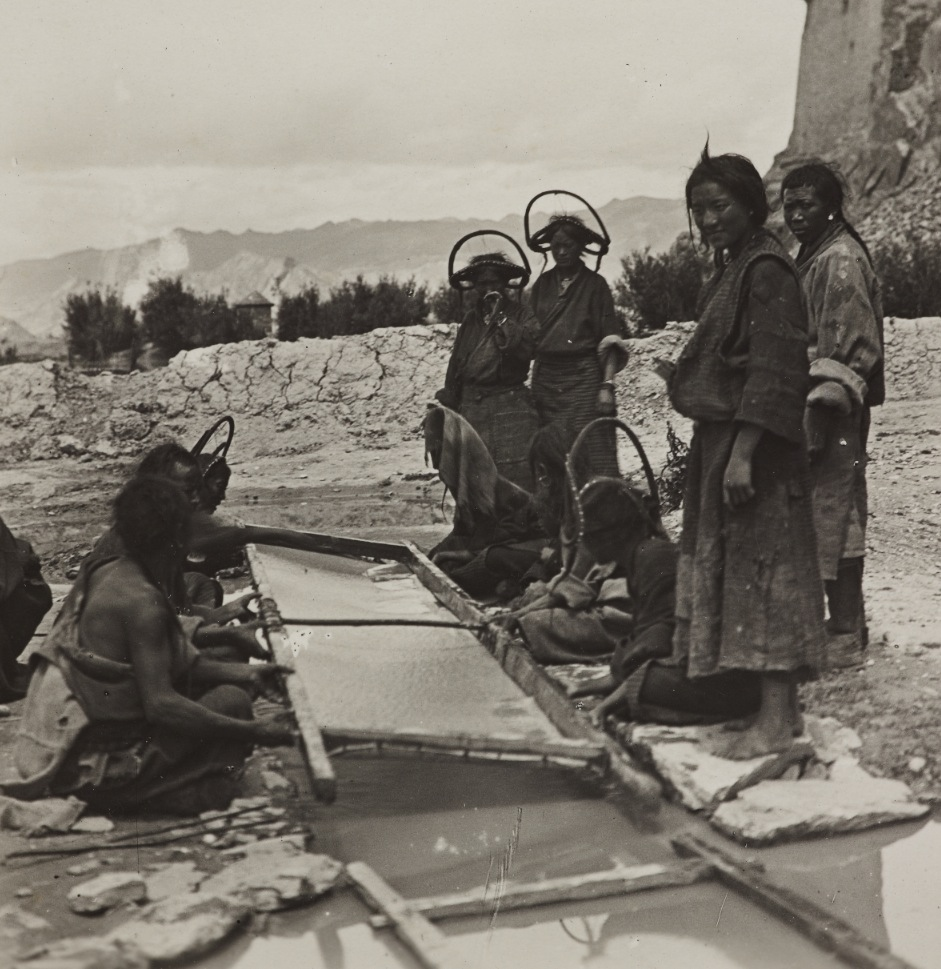
Traditionele Tibetaanse papiervervaardiging, tussen 1910 - 1920, Gyantse.

De beschrijving van vrijwel ieder jaar begint met het vermelden van het jaar, zoals bijvoorbeeld Het gebeurde in het jaar van de draak. Daarna worden vrijwel altijd de verblijfplaatsen van de koning in dat jaar vermeld en waar de jaarlijkse conferenties gehouden werden. Daarnaast meldt het onder meer volkstellingen, bezoeken van belangrijk geachte personen aan Tibet, campagnes en andere militaire en politiek relevante gebeurtenissen.
Gebieden in de periferie van het rijk werden bestuurd door regionale bestuurscolleges. De jaarlijkse bijeenkomsten van het orgaan voor het gebied Amdo worden vanaf 704 vermeld.
De annalen openen met de mededeling van de aankomst van de Chinese prinses Wencheng in Tibet in 640. De laatste mededelingen in de annalen betreffen de plundering van de Chinese hoofdstad Chang'an door Tibetaanse troepen in 764 en het wegvoeren van de buit.
Vermoedelijk zijn de annalen van de eerste jaren geschreven op een houten raamwerk en later op papier gekopieerd. Dat is ook consistent met de mededelingen in Chinese annalen, dat pas na de aankomst van de prinses Wencheng in Tibet Chinese ambachtslieden daar gingen onderwijzen hoe papier en inkt gemaakt moest worden.

## De annalen als voorbeeld en handboek

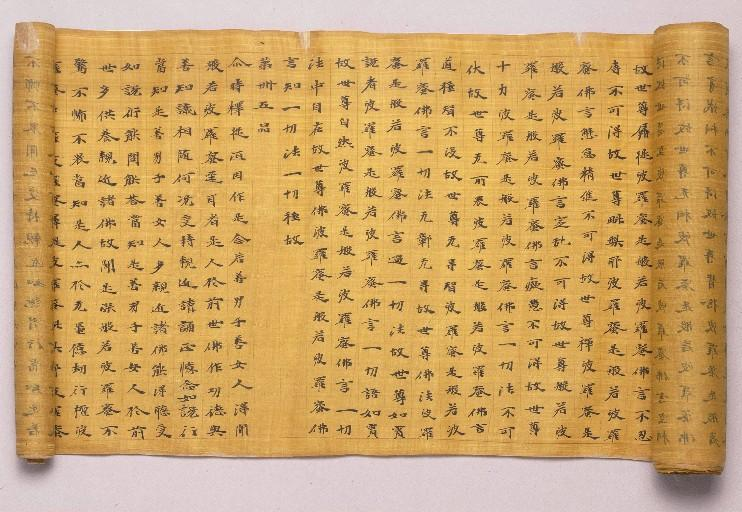
De annalen werden geschreven op de achterkant van vellen waar al een soetra in het Chinees stond

De in Dunhuang gevonden annalen eindigen in 764. Er is  nooit een volledige versie van de annalen gevonden. Het gebruik om annalen op te tekenen zal in Tibet niet bij het jaar 764 geëindigd zijn. Dat wordt onder meer duidelijk uit een fragment van een document uit ongeveer het midden van de negende eeuw, het  Sgra sbyor bam po gnyis pa , waarin op volstrekt identieke wijze als in de annalen het jaar 814/815 beschreven wordt.
Het is duidelijk dat kopieën van de annalen steeds naar de belangrijkste centra van het rijk gezonden werden. Deze annalen dienden dan ook als voorbeeld voor de verslaglegging in andere documenten. De tekst van de in Dunhuang gevonden annalen zijn vermoedelijk begin negende eeuw daar gekopieerd. Het is vermoedelijk een excerpt van de oorspronkelijke teksten.  Er is consensus in het wetenschappelijk debat, dat daarbij wel nauwgezet de oorspronkelijke tekst gevolgd moet zijn. In het  tweede deel van de gevonden annalen ligt de nadruk op beschrijvingen van militaire gebeurtenissen. Dat deel wordt dan ook weleens aangeduid als de ´´ militaire versie ´´ van de annalen.
Net als veel andere Tibetaanse documenten uit Dunhuang zijn de annalen geschreven op de achterkant van vellen waar al een soetra in het Chinees op geschreven stond. Veel van de Tibetaanse documenten uit Dunhuang zijn in de tijd van de Tibetaanse bezetting geschreven door niet-Tibetanen, die verplichtingen als horige nakwamen door het dienen als klerk. De wijze waarop het laatste part van het tweede deel is geschreven doet vermoeden, dat het kopiëren van een deel van de annalen feitelijk bedoeld was als een oefening voor Chinese klerken in het schrijven van Tibetaans.